# Bibliothèque Jacqueline-De Repentigny
La bibliothèque Jacqueline-De Repentigny est l'une des deux bibliothèques publiques de l'arrondissement Verdun, la seconde étant située à l'Île des Sœurs. Aussi connue sous le nom de Centre culturel de Verdun, elle fait partie du réseau Bibliothèques de Montréal.

## Histoire
Presque 4 000 Verdunois s'abonnent à la bibliothèque de Verdun dans la première année qui suit son ouverture le 9 mai 1944. La bibliothèque déménage par la suite au sein de l'édifice actuel du Centre culturel de Verdun, inauguré le 3 mai 1967.

### Programme du Centenaire de la Confédération canadienne
La bibliothèque Jacqueline-De Repentigny est construite dans le cadre du programme du Centenaire de la Confédération canadienne.
Les célébrations  du centenaire ont duré tout au long de 1967 et visaient à renforcer l'unité du Canada ainsi qu'à articuler sa nouvelle identité, qui avait évolué au cours des décennies des années 1950 et 1960. Afin de superviser ces célébrations, la commission du Centenaire est créée à Ottawa en 1963 et elle met en place le programme de subvention du Centenaire dans le but de réaliser des projets à grande échelle dans l'ensemble du pays. Au Québec, un service du Centenaire est créé en 1964.
Ainsi, la bibliothèque Jacqueline-De Repentigny est parmi l'une des 400 propositions soumises au service du Centenaire. De toutes ces propositions, 77 sont acceptées et 68 d'entre elles sont finalement réalisées. Les trois palliers de gouvernement (fédéral, provincial et municipal) contribuent au financement de la bibliothèque de Verdun.

### André Fortier: premier directeur et bibliothécaire
Le nouveau Centre Culturel de Verdun (qui ne s’appelait pas encore la bibliothèque Jacqueline-De-Repentigny) est fondé et dirigé, dès son inauguration, par André Fortier, un bibliothécaire qui travaillait au précédent Centre Culturel de Verdun, logé à l’époque dans une des ailes de l’hôtel de ville.
En plus de son poste à la direction du nouveau Centre Culturel, André Fortier continue d’exercer ses fonctions de bibliothécaire pendant de nombreuses années, durant lesquelles il tâche de mettre à profit et de réaliser sa vision de la bibliothèque comme «maison de la culture»[1].
Étant lui-même un grand amateur d’art, il a pour ambition de faire du Centre Culturel de Verdun non pas simplement un entrepôt de livres, mais un carrefour de connaissances, de culture et d’expressions artistiques locales: 
«Le but de notre Centre, c’est de faire valoir les talents locaux et de montrer ce qu’est la culture, d’amener les gens à élargir le champ de leurs connaissances.»
Des années plus tard, il participe à la fondation, en 1995, de la Société d’histoire et de généalogie de Verdun, située – encore aujourd’hui – dans la salle Canadiana au sous-sol de la bibliothèque. Il en est le premier président et est réputé avoir acheté, durant son mandat, près du trois quarts des livres détenus par la Société aujourd’hui.
André Fortier est décédé à Verdun en 2004, à l’âge de 75 ans. Véritable pilier de la culture verdunoise du 20ième siècle, la bibliothèque Jacqueline-De-Repentigny possède aujourd’hui une salle nommée en son honneur.
[1] Lors d’une entrevue donnée à Jean-Paul Robillard pour Le Petit Journal – publié le 3 avril 1960 –, André Fortier disait ceci: «Les bibliothèques ne cessent de se multiplier dans la province. Aujourd’hui, les bibliothèques ne sont plus seulement des entrepôts de livres, des endroits où l’on peut feuilleter ou se procurer des ouvrages. Je crois qu’elles deviennent (et devraient devenir) de plus en plus ce que j’appelle des «maisons de la culture».»  

### Du Centre Culturel à la bibliothèque Jacqueline-De-Repentigny
La bibliothèque de Verdun est renommée en 2017 en honneur de Jacqueline de Repentigny (1917-2014), une Verdunoise impliquée dans les milieux éducatif et communautaire de Verdun. Jacqueline de Repentigny a occupé plusieurs postes au fil de sa longue et prolifique carrière, dont celui d’enseignante (durant 35 ans) et de directrice à l’école Chanoine-Joseph-Théoret, celui de présidente des œuvres de charité de la paroisse Notre-Dame-de-Lourdes, celui de présidente de l’Association des directeurs et directrices retraités, et puis, enfin, celui de secrétaire au conseil d’administration de la Caisse populaire de Notre-Dame-de-Lourdes – poste qu’elle occupera jusqu’à ses 90 ans. En 1997, elle est nommée «Grande Verdunoise» par l’organisme des Grands Verdunois qui, chaque année depuis 1993, confère le titre de «Grands Verdunois» à deux nouvelles personnes qui ont su se démarquer par leur participation « exemplaire et extraordinaire au développement ou à la vie de Verdun». Jacqueline de Repentigny est décédée à l’hôpital de Verdun le 31 juillet 2014, à l’âge de 97 ans.
Le changement de nom du Centre Culturel à la bibliothèque Jacqueline-De-Repentignyse fait sous l'initiative de Toponym’Elles, qui vise à augmenter la représentation des femmes dans la toponymie montréalaise en offrant une première banque toponymique féminine dans le cadre du 375e anniversaire de Montréal.

## Bâtiment

### Emplacement
La bibliothèque Jacqueline-De Repentigny est située au 5955 rue Bannantyne à Verdun. Elle se trouve plus précisément au sein du parc Wilson, un lieu pour se détendre, profiter de la nature ou pratiquer des activités en plein-air et qui comprend des jeux d'eau, des modules de jeu pour enfants ainsi qu'un terrain de tennis. Elle se trouve dans un secteur résidentiel de duplex construit dans l'entre-deux-guerres, localisé à peu près au centre de l'arrondissement Verdun.

### Architecte
L'architecte de la bibliothèque de Verdun est Joseph-Armand Dutrisac. Il est né en 1906 et a gradué de l'école des Beaux-Arts de Montréal en 1932. Joseph-Armand Dutrisac – en équipe avec Siméon Brais – a laissé une marque indélébile sur le paysage urbain de la ville de Verdun. Parmi ses conceptions architecturales, on peut compter seulement à Verdun: l’école Notre-Dame-de-la-Garde (1940), les églises Notre-Dame-Auxiliatrice (1941), Notre-Dame-de-la-Garde (1946-1948) et Notre-Dame-de-la-Paix (1959-1950), l’hôtel de ville (1958) et puis, finalement, le Centre Culturel (1967), aujourd’hui la bibliothèque Jacqueline-De-Repentigny. Joseph-Armand Dutrisac est décédé à Verdun le 3 décembre 1988.

### Sculpture

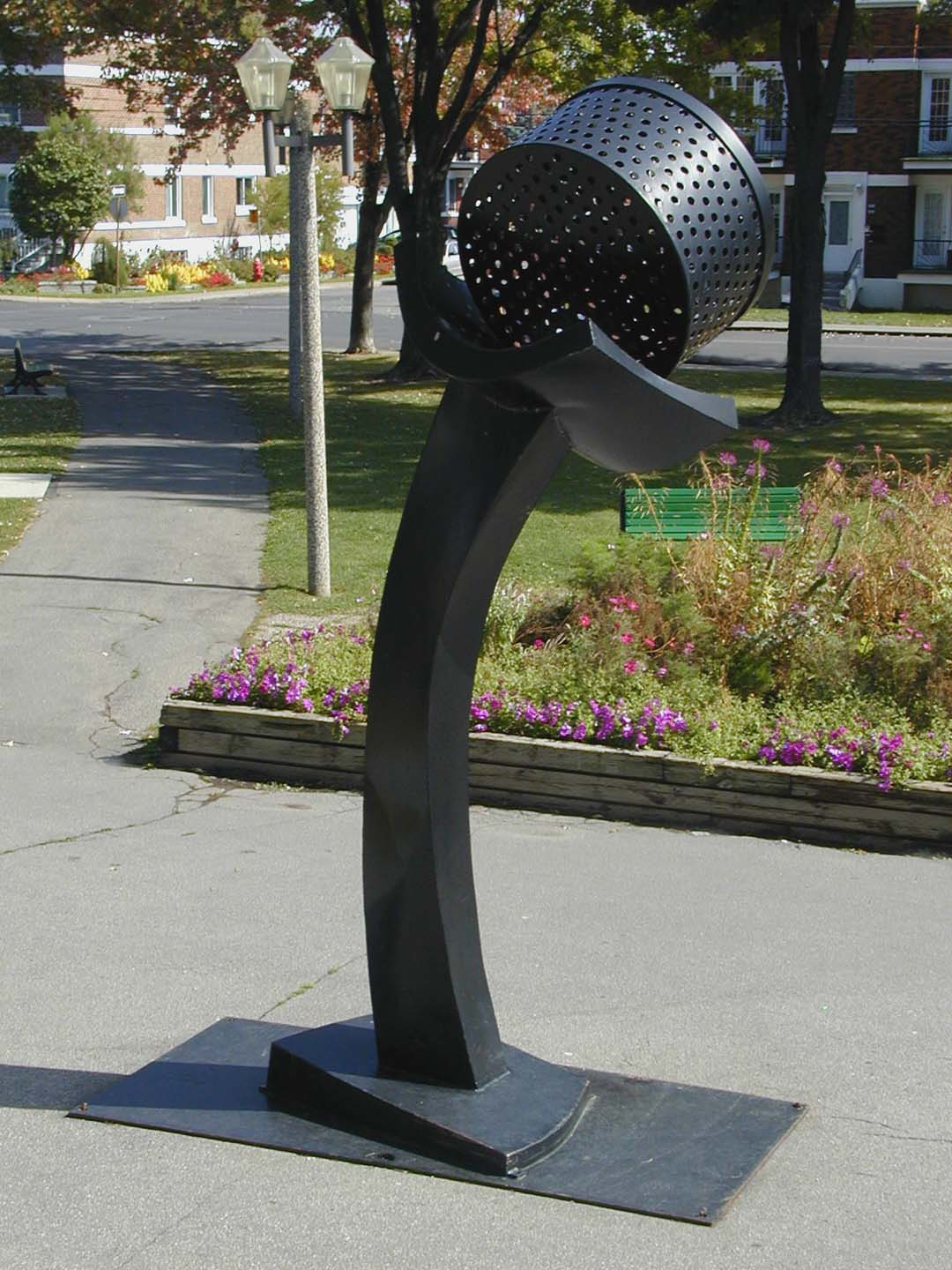
Claude Milette - La naissance, 1993 - Crédit photo Alain Chassé

Une statue en acier découpé et soudé haute de 380 centimètres se trouve devant la bibliothèque Jacqueline-De Repentigny. Elle a été créée en 1993 par Claude Milette, un sculpteur né à Saint-Hyacinthe qui fait sa formation à l’École de sculpture de Saint-Jean-Port-Joli ainsi qu'auprès des artistes Robert Poulin et Jordi Bonet. Ses œuvres sont collectionnées notamment par le Musée d’art contemporain de Montréal, le Musée d’art de Joliette ainsi que le Musée du Bas-Saint-Laurent.

## Société d'histoire et de généalogie de Verdun
Depuis 1995, la bibliothèque Jacqueline-De-Repentigny abrite la Société d’histoire et de généalogie de Verdun, située dans la salle Canadiana au sous-sol de la bibliothèque.
La société est dotée d’une collection de plus de 18 000 volumes– conservés dans des armoires faites à la main par un verdunois–, comportant plusieurs archives, périodiques, livres d’art et livres rares. La Société publie également quatre fois par année une revue, Les Argoulets, présentant des textes au sujet de l’histoire de Verdun et des généalogies de familles ou de personnages marquants de l’histoire locale. Selon leur site, la Société d’histoire et de généalogie de Verdun a pour mission de:
«Sensibiliser la population aux richesses de notre passé; 
Favoriser la conservation des biens significatifs de notre héritage;
Promouvoir et développer nos connaissances historiques/et/ou généalogiques par des moyens appropriés;
Diffuser et mettre en valeur le patrimoine naturel et culturel de Verdun.»

## Services et activités proposés par la bibliothèque

### À la bibliothèque
- Emprunt de livres et de plusieurs autres documents
- Prêt d'instruments de musique
- Prêt de jeux de sociétés[23]
- Emprunter un musée (soit un laissez-passer permettant de visiter gratuitement l’un des sept musées montréalais participants)[24]
- Écrivain public (personne qualifiée proposant son aide à la communauté pour la rédaction de textes et projets variés)[25]
- Une multitude d’activités – changeant en fonction de la programmation de la bibliothèque[26] –, parmi lesquelles on peut retrouver des conférences, un club de lecture, l’heure du conte, un cinéclub, des cours numériques et bien d’autres encore[26].

### Hors les murs
En plus des services et activités offerts dans l’enceinte de ses murs, la bibliothèque Jacqueline-De-Repentigny propose divers services et activités «hors les murs», comme – entre autres – des ateliers et des livraisons de livres dans des résidences pour ainés.
Depuis 2022, une bibliothèque de plage – hébergée dans une ancienne roulotte de chantier remise à neuf – a été installée à côté de la plage de Verdun pour offrir, dans un secteur éloigné des autres bibliothèques publiques, un service saisonnier de prêt de livres, de chaises longues et de jeux variés, ainsi qu’une foule d’activités et d’animations.
La bibliothèque de plage de Verdun a été la lauréate du prix Excellence 2022 de l’AQLM (Association québécoise du loisir municipal).